# 의 (정위)
의(意, ? ~ ?)는 전한 중기의 관료이다. '의'는 이름자로, 성씨는 알 수 없다.

## 행적
정화 3년(기원전 90년), 정위에 임명되었다.

## 출전
- 반고, 《한서》 권19하 백관공경표 下

| 전임 신 | 전한의 정위 기원전 90년 ~ 기원전 86년? | 후임 이충 |